# Panajot Wołowo
Panajot Wołowo (bułg. Панайот Волово) – wieś w północno-wschodniej Bułgarii, w obwodzie Szumen, w gminie Szumen. Według danych Narodowego Instytutu Statystycznego, 31 grudnia 2011 roku wieś liczyła 280 mieszkańców.

## Historia
Dawniej miejscowość nazywała się Kady.